# Schusteria saxea
Schusteria saxea är en kvalsterart som beskrevs av Kurasawa och Aoki 2005. Schusteria saxea ingår i släktet Schusteria och familjen Selenoribatidae. Inga underarter finns listade i Catalogue of Life.